# フリースタイルスキー日本代表
フリースタイルスキー日本代表（フリースタイルスキーにほんだいひょう）は、全日本スキー連盟によって選ばれ、オリンピック、ワールドカップ、世界選手権などに出場する日本のフリースタイルスキーのナショナルチーム。

## 選手
選手は、ジュニアと実績などによりA、B、C、W（ウェイティング）にランク分けされる。国際スキー連盟に与えられる各大会の出場枠はランク上位の選手から得ることになる。また、ランク上位の選手は合宿費や遠征費などもランクに応じた補助を受けられる。ランクAの選手は大会の出場を確約されることに加え、合宿費や遠征費が全額補助されるなどの優待を受けられるが、ランクAの指定は世界のトップレベルで活躍するごく一部の選手のみにしか与えられない。ランク分けは相対的なものではないので、種目によってはランクAの選手がいないことも多い。
- モーグル・ランクA
  - 附田雄剛（？～03-04）
  - 里谷多英（？～04-05）
  - 上村愛子（99-00～09-10）
  - 上野修（05-06）
  - 伊藤みき（09-10）
- スキークロス・ランクA
  - 瀧澤宏臣（07-08、09-10）
  - 福島のり子（08-09）

2022.2023シーズン
Sランク
堀島行真
杉本幸佑
川村あんり
柳本理乃
Aランク
松田颯
島川拓也
村田優太朗
藤木豪心
伊原遥香
中尾春香
富高日向子
梶原有希
Bランク
西沢岳人
川岡志
元野響
木元聖大
伊藤真凛
浅野志織
水沼理菜

## コーチ
コーチは全種目を統括するヘッドコーチと各種目ごとのチーフコーチとコーチがいる。モーグルでは06-07シーズンより引退直後の名選手ヤンネ・ラハテラをチーフコーチに迎えたことが大きな話題となった。
- ヘッドコーチ
  - 高野弥寸志
- モーグルチーフコーチ
  - スティーブ・フェアレン（94-95～01-02）
  - ドミニク・ゴーチェ（02-03～05-06）
  - ヤンネ・ラハテラ（06-07～）
- エアリアルチーフコーチ
  - 山口茂樹（～08-09）
  - 綿貫雅弘（09-10～）
- エアリアルコーチ
  - 松井陽子

## 主な成績

### モーグル

#### オリンピック
カルガリー
出場選手なし
アルベールビル
男子：山崎修40位予選敗退
リレハンメル
男子：三浦豪太27位予選敗退
女子：里谷多英11位
長野
男子：三浦豪太13位(23.06)、原大虎15位(12.13)、附田雄剛18位(23.81)予選敗退、坂本豪大30位(8.68)予選敗退
女子：里谷多英1位(25.06,予11位)、上村愛子7位(23.79,予13位)
ソルトレイク
男子：附田雄剛16位(15.81)、下山研朗20位(23.39)予選敗退、中元勝也26位(20.56)予選敗退、野田鉄平30位(0.30)予選敗退
女子：里谷多英3位(24.85)、上村愛子6位(24.66)、畑中みゆき20位(21.36)予選敗退
トリノ
男子：上野修20位(予15位)、尾崎快30位、附田雄剛32位
女子：上村愛子5位(予5位)、里谷多英15位(予9位)、伊藤みき20位(予15位)、畑中みゆき27位予選敗退

### ワールドカップ
男子では坂本豪大、附田雄剛の2名が優勝している。坂本は1996年マイリンゲン大会でW杯初出場初優勝という快挙を成し遂げた。同大会で女子の上村も初出場し、同じく3位入賞という快挙を達成している。
- 2005年ボス（ノルウェー）大会で上村愛子が優勝している。
- 2006年猪苗代大会で尾崎快（24.87点）2位。上村愛子（25.56点）3位入賞。
- 2007-2008シーズンで上村愛子が猪苗代大会より5連勝を飾り、日本人初の総合優勝を達成した。
- 2007ボス　ノルウェー　大会で西　伸幸が2位。

### 世界選手権
日本人選手は1986年の第1回ティーニュ大会から、男子のみが2名出場している。当時の最高位は喜田一彦の41位だった。また、日本人女子選手の初出場は1995年の第5回ラ・クルーザ大会で、その時の最高位は里谷多英の12位である。
1997年には日本で初めて、長野県・飯綱高原で世界選手権が開催され、地元日本人のメダル獲得が期待されたが、女子は里谷が15位、上村愛子が16位、男子は原大虎が11位、附田雄剛が14位、三浦豪太が26位、森徹が27位とメダル獲得以前に入賞すらできない結果に終わった。
その後、1998年の長野五輪で里谷が金メダルを獲得してのち、世界選手権での日本人メダル獲得気運が高まる。2001年のブラッコム大会で、上村が初めて世界選手権の表彰台に立つ、銅メダルを獲得した。これが日本人の初めての世界選手権のメダル獲得である。また、その後も上村が2005年のルカ大会でデュアル競技で銅メダルを獲得した。
2003年のディアバレー大会のデュアルモーグルで、附田雄剛が銀メダルを獲得し、日本人男子初の世界選手権のメダルを獲得している。
2009年に福島県・猪苗代町で開催された日本で2回目の世界選手権で、上村がモーグル、デュアルモーグルの2種目で優勝し、日本人初の世界選手権金メダル獲得および2冠を達成した。伊藤みきもモーグルで4位入賞、デュアルモーグルでは上村との日本人同士での決勝対決を経て銀メダルを獲得し、初の表彰台にあがった。男子も西伸幸がデュアルモーグルで銀メダルを獲得している。

## 主な選手

### 現役日本選手
男子
- 附田雄剛（姉：附田麻美、トリノ五輪32位、ソルトレイク五輪、長野五輪、世界選手権ディアバレー大会デュアル競技銀メダリスト）
- 益川雄（姉：益川美喜）
- 上野修（トリノ五輪20位）
- 尾崎快（トリノ五輪30位）
- 野々垣宏記
- 西伸幸（世界選手権猪苗代大会デュアル競技銀メダリスト）

女子
- 里谷多英（トリノ五輪15位、ソルトレイク五輪銅メダリスト、長野五輪金メダリスト、リレハンメル五輪11位）
- 上村愛子（ワールドカップ2007-2008シーズン総合優勝、トリノ五輪5位、ソルトレイク五輪6位、長野五輪7位、世界選手権猪苗代大会金メダリスト・デュアル競技金メダリスト、世界選手権ブラッコム大会銅メダリスト、世界選手権ルカ大会デュアル競技銅メダリスト）
- 伊藤3姉妹
  - 伊藤あづさ
  - 伊藤みき（トリノ五輪20位、世界選手権猪苗代大会デュアル競技銀メダリスト）
  - 伊藤さつき

### 元日本選手
- 坂本豪大（長野五輪代表）
- 木内浩
- 伊藤篤
- 原大虎（長野五輪代表）
- 本間篤史
- 角皆優人
- 坂倉かをり
- 中野銀次郎
- 五十嵐和哉
- 喜田一彦
- 蟹沢正美
- 芳沢秀雄
- 山崎修（アルベールビル五輪代表）
- 三浦豪太（父：三浦雄一郎、祖父：三浦敬三）
- 岩渕隆二（妹：岩渕千代子（エアリアル、スノーボード））
- 野田鉄平
- 森徹（長野五輪代表候補）
- 下山研朗（ソルトレイク五輪代表）